# دوري السوبر الألباني 1955
دوري السوبر الألباني 1955 (بالألبانية: Kategoria e Parë 1955‏) هو الموسم 18 من دوري السوبر الألباني. أشرف على تنظيمه اتحاد ألبانيا لكرة القدم، وكان عدد الأندية المشاركة فيه 16، وفاز فيه دينامو تيرانا.